# Sequoyah (Staat)

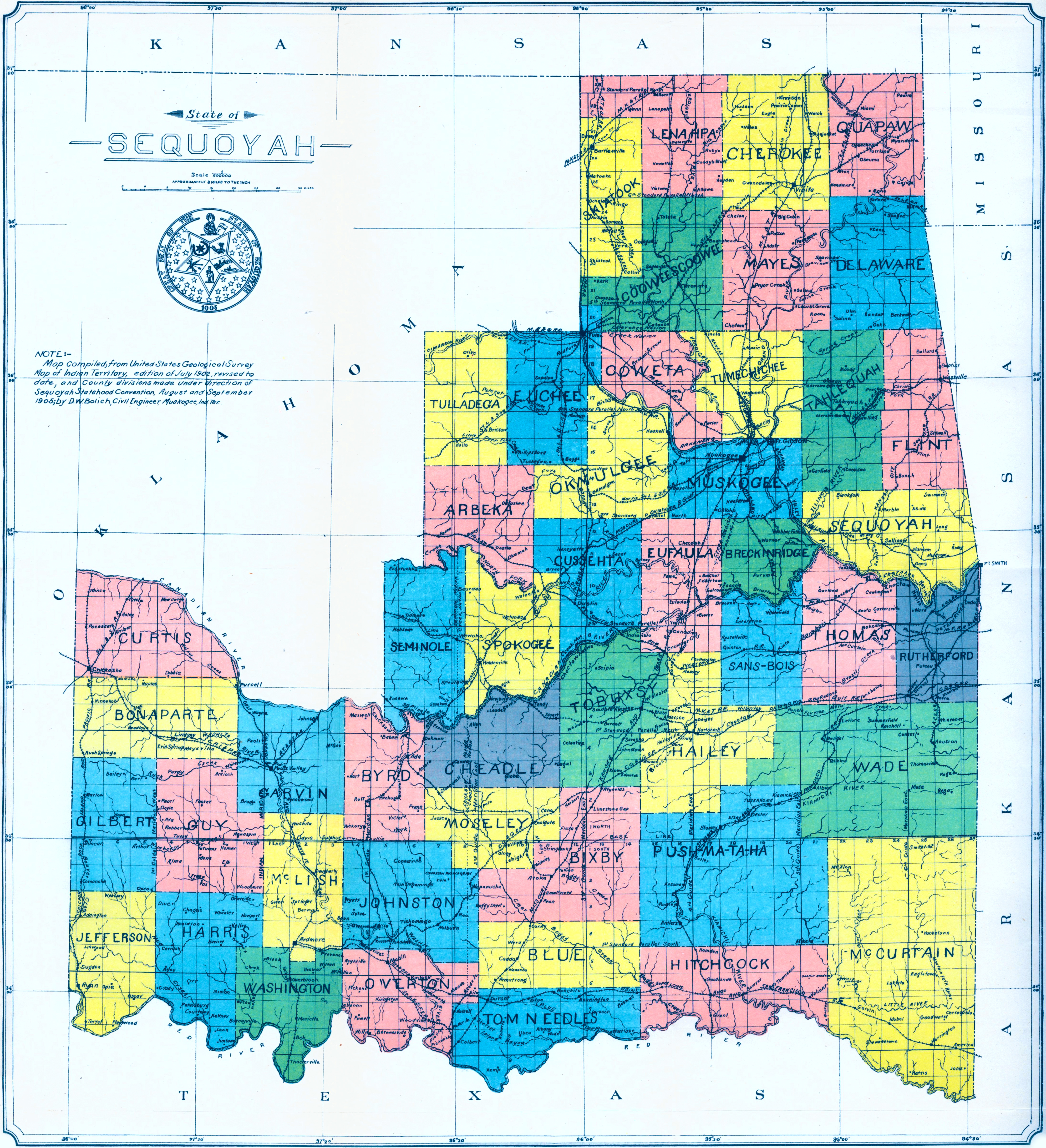
Karte mit den Grenzen des projektierten Staates Sequoyah mit Verwaltungsgliederung in Countys und einem Entwurf für ein Staats-Siegel

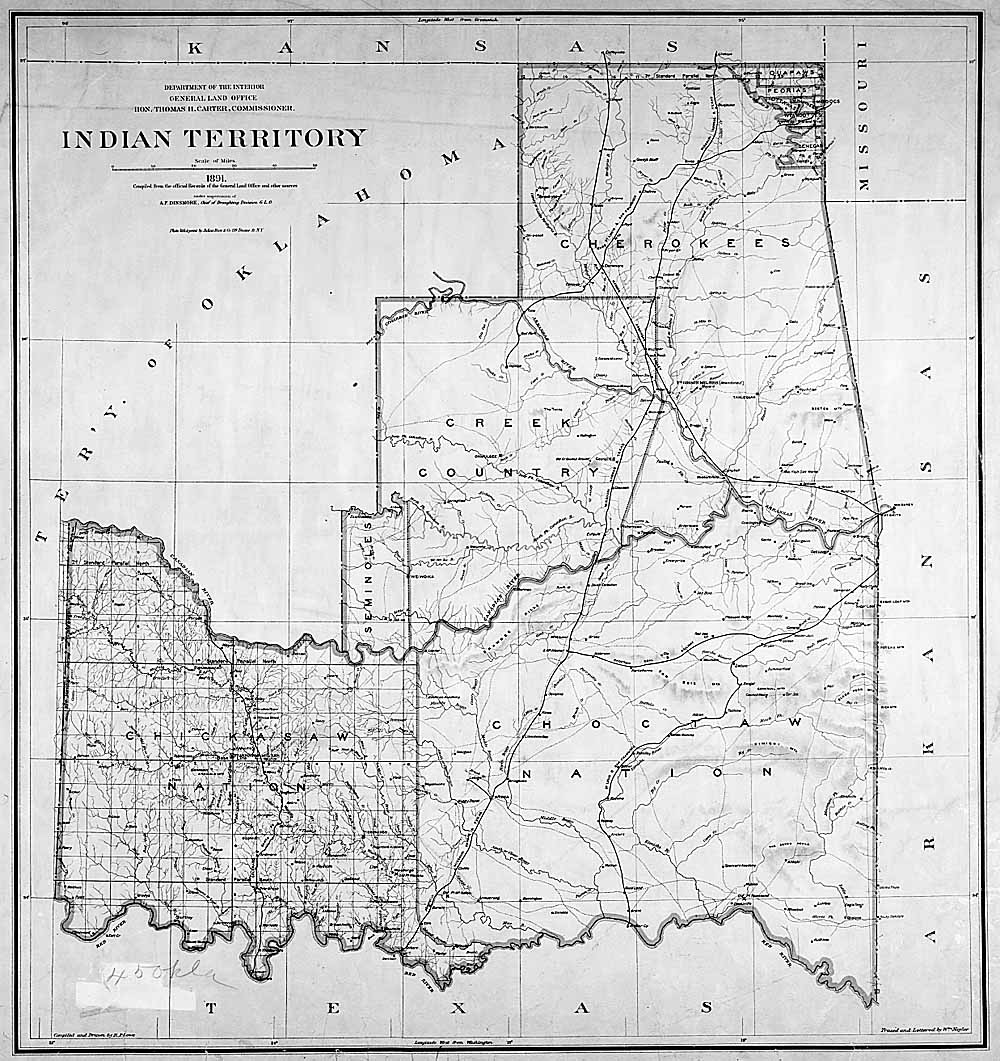
Karte des Indianerterritoriums mit den Gebieten der einzelnen Nationen

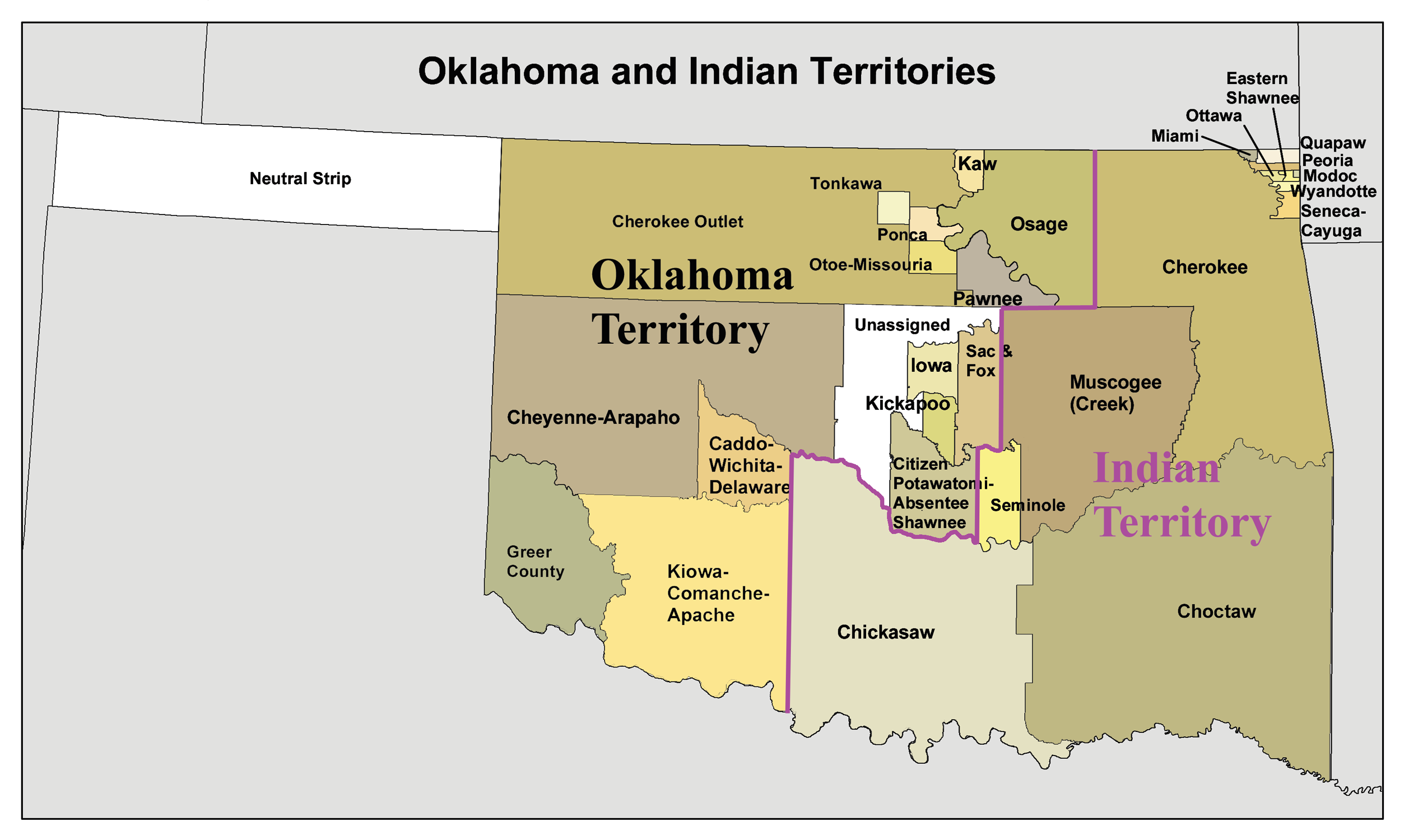
Oklahoma-Territorium und Indianerterritorium in den 1890ern

Sequoyah war der Name für einen projektierten Bundesstaat der Vereinigten Staaten auf dem Gebiet des seinerzeitigen Indianer-Territoriums im Ostteil des heutigen Oklahoma. Das Projekt wurde letztlich nicht realisiert und das Territorium von Sequoyah wurde stattdessen 1907 mit dem Oklahoma-Territorium zum neuen Bundesstaat Oklahoma vereinigt.
Der Name wurde zu Ehren von Sequoyah gewählt, dem Erfinder der Cherokee-Schrift.

## Geschichte
1890 wurde vom Indianer-Territorium, das etwa das Gebiet des heutigen Oklahoma umfasste, das Oklahoma-Territorium im Westen abgetrennt und für weiße Siedler geöffnet (Oklahoma Land Run). Das verbliebene Indianer-Territorium im Ostteil hatte eine große indianische Bevölkerung aus verschiedenen Stämmen. Beide Gebiete besaßen jedoch nicht den Status von Bundesstaaten. Da abzusehen war, dass irgendwann auch das verbliebene Indianer-Territorium den Indianern verloren gehen könnte, entstand eine Bewegung, die die Gründung eines eigenen indianisch geprägten Bundesstaates im Rahmen der Union auf dem Boden des Indianer-Territoriums anstrebte. 1902 trat zu diesem Zweck in Eufaula (Oklahoma) eine Versammlung aus Abgesandten der „Fünf Zivilisierten Stämme“ zusammen. 1903 kam es zu einem erneuten Treffen, um eine verfassunggebende Versammlung für den neu zu gründenden Bundesstaat zu organisieren.

## Die verfassunggebende Versammlung
Die verfassunggebende Versammlung trat in Muskogee (Oklahoma) am 21. August 1905 zusammen. General Pleasant Porter, Oberhäuptling der Muskogee (Creek), wurde zum Präsidenten der Versammlung gewählt. Vizepräsidenten wurden die Führer oder Vertreter der fünf zivilisierten Nationen: William C. Rogers, Oberhäuptling der Cherokee; William H. Murray, ernannt vom Gouverneur der Chickasaw Douglas H. Johnston; Häuptling Green McCurtain der Choctaw; Häuptling John Brown der Seminolen und Charles N. Haskell als Vertreter der Muskogee (Creek).
Die Versammlung entwarf eine Verfassung, einen Plan für eine Regierungsorganisation sowie die administrative Aufteilung des projektierten Staates und wählte Delegierte, die beim Kongress der Vereinigten Staaten den Antrag auf Aufnahme als Bundesstaat stellen sollten. Die Vorschläge der Versammlung wurden in einem Referendum mit überwältigender Mehrheit angenommen.

## Das Misslingen des Projektes
Die Delegation wurde in Washington kühl aufgenommen. Insbesondere Politiker aus den östlichen Bundesstaaten fürchteten um ihren Einfluss, wenn mit Oklahoma und Sequoyah gleich zwei neue westliche Bundesstaaten aufgenommen würden, und so entschied Präsident Theodore Roosevelt, dass das Indianer- und Oklahoma-Territorium nur als gemeinsamer Staat eine Chance auf Aufnahme als Bundesstaat hätten.
Die Repräsentanten des Indianer-Territoriums vereinigten sich daraufhin im folgenden Jahr mit der verfassunggebenden Versammlung des Oklahoma-Territoriums in Guthrie und brachten ihre Erfahrungen beim Entwurf für die neue Verfassung des Gesamtstaates ein. Am 16. November 1907 wurden beide Territorien unter dem Namen Oklahoma als 46. Bundesstaat in die Vereinigten Staaten aufgenommen.